# Stazione di Lužniki
La stazione di Lužniki (in russo Лужники?) è una stazione dell'anello centrale di Mosca, la seconda linea circolare della capitale russa.
Si trova nel quartiere di Chamovniki, a poca distanza dallo stadio Lužniki e dalla stazione di Sportivnaja della linea 1 della metropolitana.